# 前505年
| 千纪： | 前1千纪 |
| 世纪： | 前7世纪 \| 前6世纪 \| 前5世纪 |
| 年代： | 前530年代 \| 前520年代 \| 前510年代 \| 前500年代 \| 前490年代 \| 前480年代 \| 前470年代 |
| 年份： | 前510年 \| 前509年 \| 前508年 \| 前507年 \| 前506年 \| 前505年 \| 前504年 \| 前503年 \| 前502年 \| 前501年 \| 前500年                                                                                     |
| 纪年： | 周敬王十五年 魯定公五年 齊景公四十三年 晉定公七年 秦哀公三十二年 宋景公十二年 楚昭王十一年 卫灵公三十年 陳怀公元年 蔡昭侯十四年 曹靖公元年 郑献公九年 燕平公十九年 杞悼公十三年 吴王阖闾十年 越王允常六年 |

## 大事記
- 陽虎饋孔子豚，勸孔子出仕，孔子堅持「無道則隱」的主張，退而修《詩》、《書》、《禮》、《樂》，以教弟子。
- 季平子死後，季孫氏家臣陽虎囚禁季桓子季孫斯，並執魯政達三年之久。
- 秦哀公出兵救楚，擊敗吳軍；越國趁機伐吳；闔閭弟夫概回國自立為王，被闔閭帶兵回國擊敗，夫概逃往楚國。
- 周敬王趁楚國被吳國攻入郢都的機會，派遣刺客殺死王子朝。

## 出生
- 曾子于鲁国南武城 （页面存档备份，存于）出生

## 逝世
- 王子朝，春秋時期周景王的庶長子。
- 燕平公，春秋時期的燕國君主。
- 季孫意如，春秋魯國季孫氏領袖，季武子季孫宿之孫，諡季平子。